# 中村敬一 (岐阜県の政治家)
中村 敬一（なかむら けいいち、1862年 - 1933年（昭和8年）11月7日）は、岐阜県の政治家。加治田村長。

## 生涯
22歳の時に、加治田村の中村家を継ぐ。加治田小学校訓導を拝命し、児童教育に従事。1893年（明治26年）2月、加治田村長に32歳で選出され、72歳まで村長を務めた。その間、郡議会、県会議員も務めた。現職中に死去。

## 逸話
- 村是を定め、旧習を廃止し、教育に力をいれた。
- 日露戦争の困難な時代にも加治田小学校を建設した。
- 道路の改修、治水工事や産業の振興、発電事業産業組合の組織化を行った。
- 1934年（昭和9年）に村民が白華山清水寺境内に、等身大の銅像が建立されたが、太平洋戦争の金属回収で献納となる。戦後、1954年（昭和29年）7月、富加村となる時、銅像跡に頌徳碑が建立された。